# Lalage sharpei
Lalage sharpei là một loài chim trong họ Campephagidae.